# Trenul de noapte (nuvelă)
„Trenul de noapte” este o nuvelă scrisă de Ioan Groșan și inclusă în antologia de proză fantastică Trenul de noapte publicată în 1987 de Editura ASTRA din Brașov. Ea a fost publicată apoi în volumul Trenul de noapte (Ed. Cartea Românească, București, 1989), alături alte trei nuvele ale lui Ioan Groșan: „Adolescent”, „Spovedania” și „O.Z.N.-ul”.
Nuvela prezintă trecerea în viteză printr-o haltă, trei zile la rând, a unui misterios tren de noapte, care avea toate luminile stinse și lăsa în urmă un miros puternic de trandafiri, iar unii comentatori au considerat-o ca aparținând genului fantastic prin prefigurarea morții ca o călătorie fără întoarcere.

## Rezumat
Șeful de gară Fotiade, transferat în urma unei abateri disciplinare neprecizate la o haltă îndepărtată dintr-o zonă pustie, îi povestește singurului său subaltern, acarul Simion, de un tren misterios de noapte care trecuse de câteva ori prin gara unde lucrase el mai înainte. Acel tren, pe care șeful de gară îl considera „cel mai frumos tren pe care l-am văzut în viața mea”, trecea noaptea fix la ora 03:07, fără a opri, avea ușile închise și luminile stinse și nu se vedea niciun pasager la geam, iar în urma sa lăsa un miros puternic de trandafiri. Fotiade îi spune lui Simion că fusese anunțat de șefii săi că acea garnitură feroviară urma să treacă fără a opri prin halta lor, timp de trei nopți, la aceeași oră, dar acarul nu crede în existența unui astfel de tren.
Trenul trece în viteză în prima noapte, urmărit de la canton de neîncrezătorul Simion și de pe peronul haltei de Fotiade, în timp ce câinele Ursu lătra „ca turbat”. După ce încearcă zadarnic în primele două nopți să observe ceva prin ferestrele vagoanelor, acarul schimbă în ultima noapte semnalul feroviar din verde în roșu, ordonând oprirea trenului. Locomotiva se oprește la câțiva pași de el, iar Simion, după ce schimbă semnalul în verde, se urcă pe scările unui vagon, sub ochii îngroziți ai lui Fotiade. Trenul pornește și trece de haltă, apoi ușa se deschide brusc, iar acarul este tras înăuntru și simte în acel moment un miros puternic de trandafiri.

## Personaje
- Fotiade — un șef de gară transferat – ca pedeapsă pentru o abatere disciplinară neprecizată – să lucreze într-o haltă dintr-o zonă pustie.[1] Este gras și neîndemânatic și îl folosește pe acarul Simion în treburile gospodărești.[1]
- Simion — un acar, ce are în grijă cantonul feroviar arondat stației.[1] El este mai în vârstă decât șeful de gară.[4]
- Ursu — câinele bătrân al acarului[5]

## Scriere și publicare

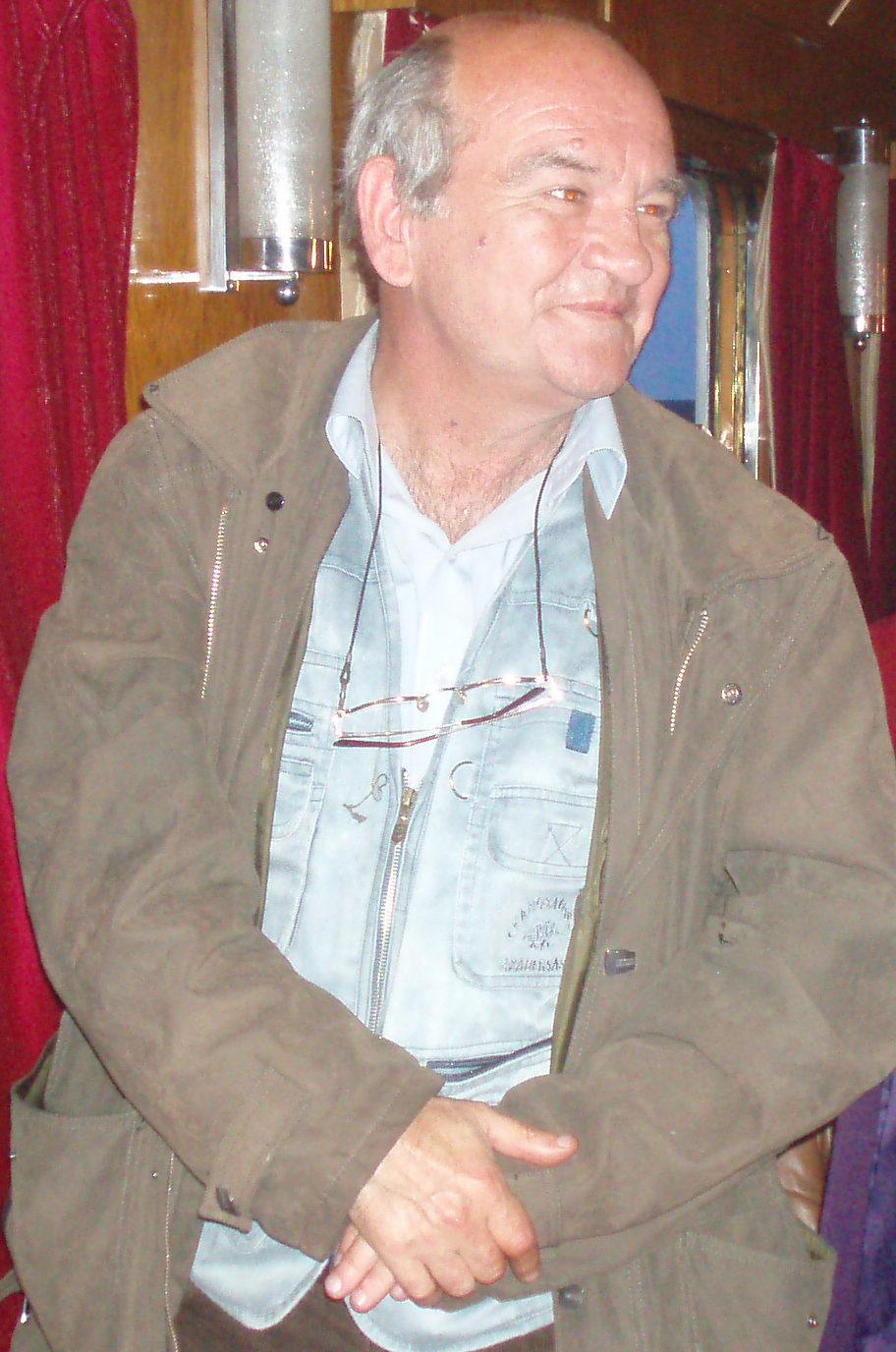
Scriitorul Ioan Groșan, autorul nuvelei

Autorul nuvelei, prozatorul Ioan Groșan, a absolvit Facultatea de Filologie, secția română-spaniolă, a Universității Babeș-Bolyai din Cluj-Napoca în 1978 și a lucrat apoi ca profesor de limba și literatura română la o școală generală din București (1978–1988). În paralel cu activitatea didactică, el a colaborat la diferite reviste literare și a debutat editorial cu volumul de proză Caravana cinematografică (1985).
Nuvela „Trenul de noapte” a fost inclusă în antologia de proză fantastică Trenul de noapte publicată în 1987 de Editura ASTRA din Brașov, dând chiar titlul volumului; volumul era un supliment al revistei ASTRA, realizat în colaborare cu Teatrul Dramatic Brașov. Antologia a fost întocmită de Angela Tudorii și prefațată de poetul și eseistul Mircea Ciobanu.
Ulterior, în anul 1989, Ioan Groșan a publicat volumul Trenul de noapte (Ed. Cartea Românească, București, 1989), în care a inclus, alături de nuvela „Trenul de noapte”, alte trei nuvele: „Adolescent”, „Spovedania” și „O.Z.N.-ul”.
Proza publicată de Ioan Groșan în anii 1980 se îndepărtează de literatura textualistă și postmodernistă a optzeciștilor, proiectându-l pe autor cu câteva decenii în timp, alături de Nicolae Velea, Marin Preda sau Vasile Voiculescu. Spre deosebire de colegii săi de generație, interesați mai mult de peisajul citadin, Groșan preferă să descrie realitatea rurală, observând magicul inserat în cotidian.

## Analiză literară

### Tema principală
Nuvela „Trenul de noapte” este, în opinia criticului Sergiu Pavel Dan, o evocare parabolică a morții. Abordarea de către Ioan Groșan în „Trenul de noapte” a acestui subiect necunoscut muritorilor este asemănătoare cu cea lui Mircea Eliade din nuvela „La țigănci”. În ambele nuvele moartea nu este un subiect generator de spaimă, ci este reprezentată ca o călătorie cu un tren de noapte pustiu ce sosește în anumite nopți, lăsând în urmă un parfum de trandafiri (în „Trenul de noapte”) sau ca o intrare într-o scandaloasă casă de toleranță, ascunsă în centrul Bucureștilor, ce răspândește răcoare în zilele caniculare de vară (în „La țigănci”).
Groșan concepe un amestec de comedie și dramă, în care studiază „cu atenție și cu o duioșie sobră” ființa umană într-un mod asemănător unor scriitori ruși la modă în perioada afirmării sale (Vasili Șukșin, Valentin Rasputin, Cinghiz Aitmatov). Această preocupare este evidentă în descrierea existenței monotone a șefului de gară Fotiade și a acarului Simion, între care se formează o relație cvasiconjugală (fără a avea o componentă homosexuală). Astfel Fotiade, gras și neîndemânatic, profită de priceperea lui Simion în treburile casnice, iar dialogurile dintre cei doi sunt, în opinia lui Alex. Ștefănescu, înduioșătoare și, în același timp, de un comic irezistibil, în stil caragialian. Halta feroviară este izolată, fiind tranzitată zilnic doar de un mărfar și de un tren personal și părând a fi ieșită din circuitul normal al căilor ferate. Astfel, viața celor doi oameni se scurge într-o continuă așteptare, într-o atmosferă de lentoare tip Take, Ianke și Cadîr pe care autorul o reconstruiește dramaturgic cu multe detalii.
Povestea misteriosului tren de noapte care trece fără să oprească și lasă în urmă un parfum de trandafiri poate fi o doar proiecție bovarică suprapusă peste viața banală dominată de rutină a celor doi ceferiști. Vestea trecerii acestui tren chiar prin acea haltă bulversează tabieturile cotidiene ale celor două personaje din locul unde nu se întâmplă nimic. Misterul este construit de autor prin dialoguri rafinate, iar curiozitatea acarului îl determină în cele din urmă să nu-și mai asculte șeful și să încerce să găsească singur cheia enigmei. Îndrăzneala lui Simion de a pătrunde într-un spațiu interzis nu rămâne fără urmări: dispariția lui misterioasă în întunericul vagonului de tren poate figura astfel posibila lui moarte.

### Aspecte fantastice

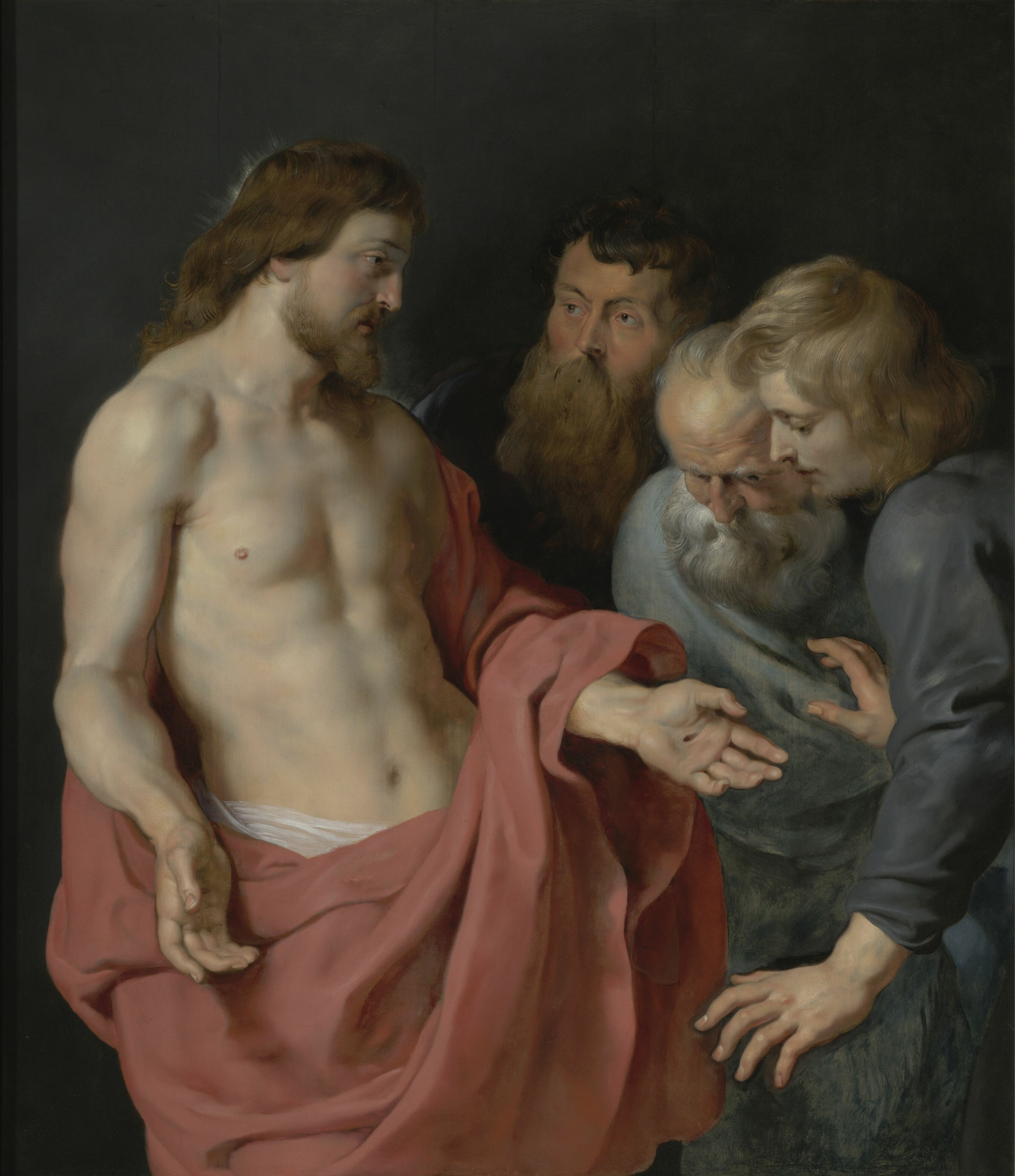
Neîncrederea acarului a fost asemănată cu neîncrederea lui Toma, reprezentată aici într-o pictură a lui Peter Paul Rubens din 1613–1615.

Textul nuvelei pare întru totul transparent, cu o intrigă care se constituie treptat din secvențe continue, dar există un sens ascuns, mai adânc, care determină apariția unui flux tragic odată cu dispariția acarului Simion, probabil în urma intervenției unor forțe obscure. În opinia criticului Eugen Simion, în centrul nuvelei „Trenul de noapte” se află problematica revelației, având ca efect regăsirea sensului profund al existenței. Acarul nu crede la început spusele șefului cu privire la existența trenului, dar devine apoi din ce în ce mai curios; odată ce-l vede, personajul trăiește revelația și devine un om convertit: „— Da, dom' șef – zise el – există. — Ai văzut? – șopti domnul Fotiade și i se putea citi pe chip cât e de bucuros. Vezi că există? Spune tu, am mințit? — Nu, dom' șef, n-ați mințit – răspunse acarul. Există, ce mai, l-am văzut.” Personajul vede trenul, dar nu simte mirosul de trandafiri, ceea ce-l determină să testeze minunea precum Toma Necredinciosul, fiind absorbit de o forță nevăzută în interiorul trenului și pătrunzând probabil într-o dimensiune spațio-temporală necunoscută, fără posibilitate de întoarcere.
Contrastul dintre maniera statică de desfășurare a acțiunii și precipitarea evenimentelor din partea finală a nuvelei contribuie la conturarea unui efect fantastic al textului: „Împinse pârgia la loc și fugi prin cercul acum verde al luminii spre locomotivă [...]. Sări și se-agăță cu stânga de clanța mare, lucitoare, bâjbâind cu piciorul după treaptă. [...] Stâlpul semnalului cu lumina lui pâlpâitoare trecu pe lângă el și el continua să izbească în ușa întunecată cu umărul și cu genunchiul drept și-abia mai zări cu coada ochiului câinele zbătându-se în lanț și felinarul rămas în pragul ușii și-apoi cantonul dispărând și grinzile verticale ale magaziei de lemne înșirându-se tot mai iute în urmă și se-ntoarse puțin și văzu dalele peronului fugind una după alta și, ca-ntr-o fulgerare, în lumina verzuie a propriei lanterne, fața îngrozită a domnului Fotiade, fântâna, și se gândi că încă-ar mai putea sări în șanțul cu iarbă ce trebuia să urmeze, dar atunci ușa se deschise brusc, trăgându-l înăuntru, și-n clipa aceea simți, izbindu-l greu, mirosul de trandafiri.” Finalul ambiguu stimulează imaginația, transformând un context real destul de banal într-o situație iluzorie, magică, în care totul devine posibil. Imaginea trenului misterios poate fi asociată cu călătoria omului către un loc nou, necunoscut, însoțită de sentimentul propriu de neliniște.
În ciuda faptului că nu evocă realități accesibile, ci abordează un tărâm necunoscut muritorilor, includerea nuvelei „Trenul de noapte” în genul fantastic este considerată forțată, după opinia lui Alex. Ștefănescu. Criticul sus-menționat susține că trecerea trenului prin haltă și dispariția lui Simion este o completare îndrăzneață a unei situații realiste cu o situație ipotetică, neconfirmând caracterul fantastic al nuvelei. Cu toate acestea, polivalența nuvelei ce permite mai multe lecturi posibile o înscrie în sfera fantasticului, ținând cont de opinia criticului literar Țvetan Todorov potrivit căreia fantasticul este definit tocmai de ambiguitatea între „o explicație naturală și una supranaturală”.

### Stil literar
Proza publicată de Ioan Groșan în anii 1980 se caracterizează prin oralitate, datorată stilului indirect liber al narațiunii și cantității mari de dialog, și printr-o nuanță structural ironică. Autorul se dovedește a fi un povestitor tradițional plin de imaginație, inteligent și lucid, care consideră că viața are semnificație doar ca urmare a poveștilor țesute în jurul ei: „Totul e să ai o poveste. Nu te mai uită nimeni. Da' dacă n-ai o poveste sau ai una prea simplă, lumea își aduce aminte de tine tot mai rar, poate neamurile, poate cunoscuții, poate vreo femeie care a ținut la tine fără să știi și după aceea te scurgi, te duci din mintea tuturor.”. Recunoscându-i talentul literar de umorist plin de idei, criticul Nicolae Manolescu îl considera pe Groșan „un pince-sans-rire, în stare să debiteze enormități fără să clipească, de un umor foarte inventiv, atât al situațiilor și personajelor, cât și al limbajului”, care pune în scenă un spectacol serios și dramatic cu aspect umoristic.
Acțiunea nuvelei și relațiile dintre personaje dintre personaje stau sub semnul unei ironii abia schițate, iar căutarea semnelor destinului poate să nu ducă nicăieri. Ironia fină este, de fapt, o caracteristică a prozei scurte a lui Ioan Groșan, iar Mircea Cărtărescu, în Postmodernismul românesc (Ed. Humanitas, București, 2010), îl compara pe Groșan chiar cu Caragiale, considerându-l un umorist desăvârșit capabil de un umor plebeu.

## Aprecieri critice
Prozatorul Ioan Groșan, distins în 1985 cu Premiul pentru debut al Uniunii Scriitorilor din România, care crease în volumul Caravana cinematografică o combinație reușită de realism și comedie bizară, se dovedește un scriitor deja experimentat în nuvela „Trenul de noapte”, demonstrând într-un mod impresionant, potrivit jurnalistului german Joseph Croitoru de la Frankfurter Allgemeine Zeitung, cum poate apărea magia suprarealistă din întâmplările zilnice aparent banale.
Criticul Alex. Ștefănescu considera această nuvelă drept una dintre piesele de rezistență ale operei literare a lui Ioan Groșan, alături de „Caravana cinematografică”, „Marea amărăciune”, „Adolescent” și „Spovedania”, pe care le cataloghează drept creații literare inspirate, grave și scrise impecabil, care „n-au nimic în plus și nimic în minus, dând acea impresie de grație artistică de care rareori ne putem bucura citind literatură română contemporană și care impune sentimentul că ne aflăm în fața unui mare scriitor”. Ceea ce conferă autenticitate operei groșaniene este revelarea aspectelor comice ale existenței umane și relativizarea elegantă a reprezentării. În opinia criticului sus-menționat, frumusețea nuvelei „Trenul de noapte” constă în combinația rusească de comedie și dramă și în parodierea unei relații conjugale.
Au fost sesizate unele influențe literare în nuvela „Trenul de noapte”: de la curgerea înceată a timpului caracteristică prozei ruse, la așteptarea absurdă beckettiană a unui tren misterios, cu o existență incertă, până la misterul cu tentă fantastică tipic prozei lui Mircea Eliade al dispariției acarului în final.

## Traduceri
Nuvela „Trenul de noapte” a fost tradusă în limbile franceză („Train de nuit”, în revista Les Temps Modernes, Éditions Gallimard, Paris, anul 47, nr. 543, 24 octombrie 1991, pp. 58–87, ISSN 0040-3075; traducere de Daniel Pujol), poloneză („Nocny pociąg”, în revista Literatura na Świecie, Varșovia, nr. 09 (326), septembrie 1998, pp. 13–45; traducere de Anna Kaźmierczak). și germană („Der Nachtzug”, în vol. Die Kinokarawane, seria Kleine rumänische Bibliothek, nr. 1, Achilla Presse, Stollhamm-Butjadingen, 2010; traducere de Stefan Moosdorf).

## Adaptări
Nuvela a fost dramatizată pentru Teatrul Național Radiofonic, fiind realizat în 2010 un spectacol de teatru radiofonic cu o durată de 43 de minute în regia artistică a lui Gavriil Pinte. Spectacolul a avut următoarea distribuție: Mircea Albulescu (șeful de gară) și Victor Rebengiuc (acarul). Redactorul dramatizării a fost Domnica Țundrea-Gheorghiu, iar echipa tehnică a fost alcătuită din Janina Dicu (regia de studio), George Marcu (regia muzicală) și ing. Vasile Manta (regia tehnică).
Mai multe reprezentații neconvenționale au fost organizate în județul Suceava, în perioada august–octombrie 2016, de către Teatrul Municipal „Matei Vișniec”, Primăria și Consiliul Local Suceava, cu sprijinul Clubului Rotary Suceava – Bucovina. Spectacolele, realizate în regia artistică a lui Octavian Jighirgiu, profesor de teatru la Universitatea de Arte „George Enescu” din Iași și actor și regizor la Teatrul Național „Vasile Alecsandri” din Iași, au avut loc inițial pe peronul situat între Gara Burdujeni și pasarela CFR, în gările dezafectate din Rădăuți și Siret, iar din 1 octombrie 2016 pe scena Teatrului „Matei Vișniec” din Suceava. În distribuție s-au aflat actorii Cătălin Ștefan Mîndru (șeful de gară), Sergiu Moraru (acarul Simion), Delu Lucaci (Moartea) și Clara Popadiuc (Baba Teodosia).